# William Martin Morris
William Martin Morris (* 8. Oktober 1943 in Brisbane) ist emeritierter Bischof von Toowoomba in Australien.

## Leben
William Martin Morris empfing am 28. Juni 1969 durch Weihbischof Henry Joseph Kennedy die Priesterweihe für das Erzbistum Brisbane.
Am 20. November 1992 wurde Morris von Papst Johannes Paul II. zum Bischof von Toowoomba ernannt. Die Bischofsweihe spendete ihm sein Amtsvorgänger Edward Francis Kelly MSC am 10. Februar 1993. Mitkonsekratoren waren der Erzbischof von Brisbane, John Alexius Bathersby, und dessen Vorgänger Francis Roberts Rush.
Am 17. November 2006 veröffentlichte Morris einen Brief zur Zukunft der Priesterschaft seiner Diözese und erwähnte dabei die Möglichkeit zur Ordination von Frauen, verheirateten Männern und die Anerkennung von lutherischen Ordinationen, welche dem apostolischen Schreiben Ordinatio sacerdotalis von Johannes Paul II. widersprach. Außerdem gab es Konflikte mit der römischen Kurie wegen der in Morris Bistum praktizierten Generalabsolution. Es folgte eine apostolische Visitation, geleitet durch den Erzbischof von Denver, Charles Joseph Chaput. Der Vatikan gab am 2. Mai 2011 bekannt, dass Bischof Morris seines Amtes enthoben worden sei.